# Petròglif

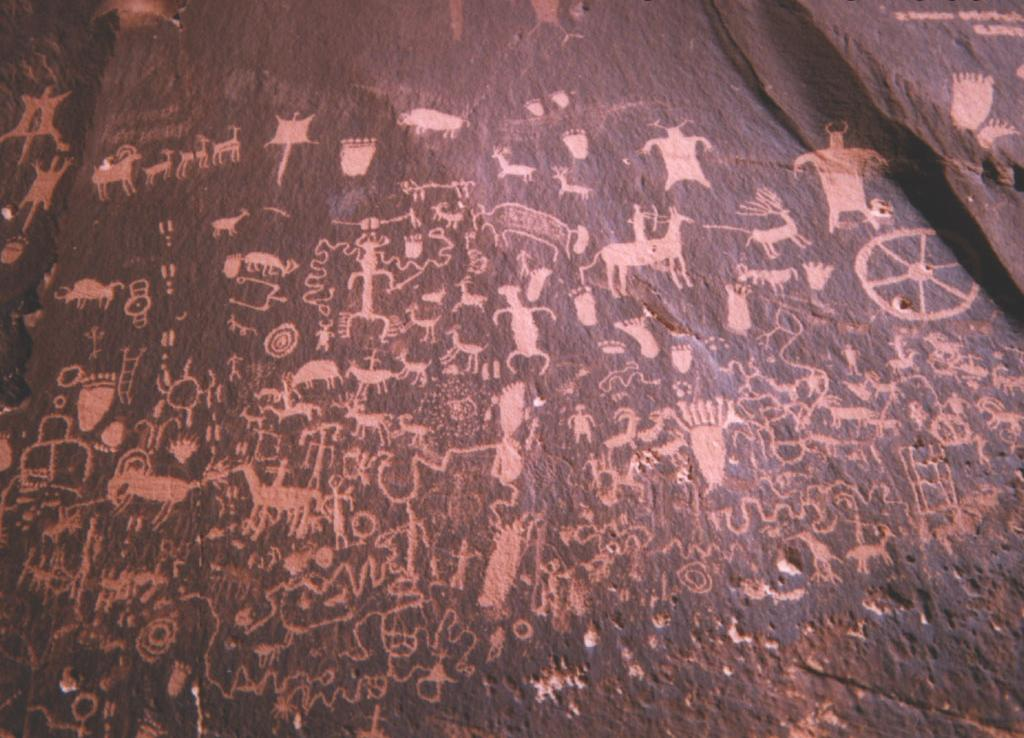
Petròglifs a la Newspaper Rock, al Canyonlands National Park, al sud de Moab, al sud-est d'Utah

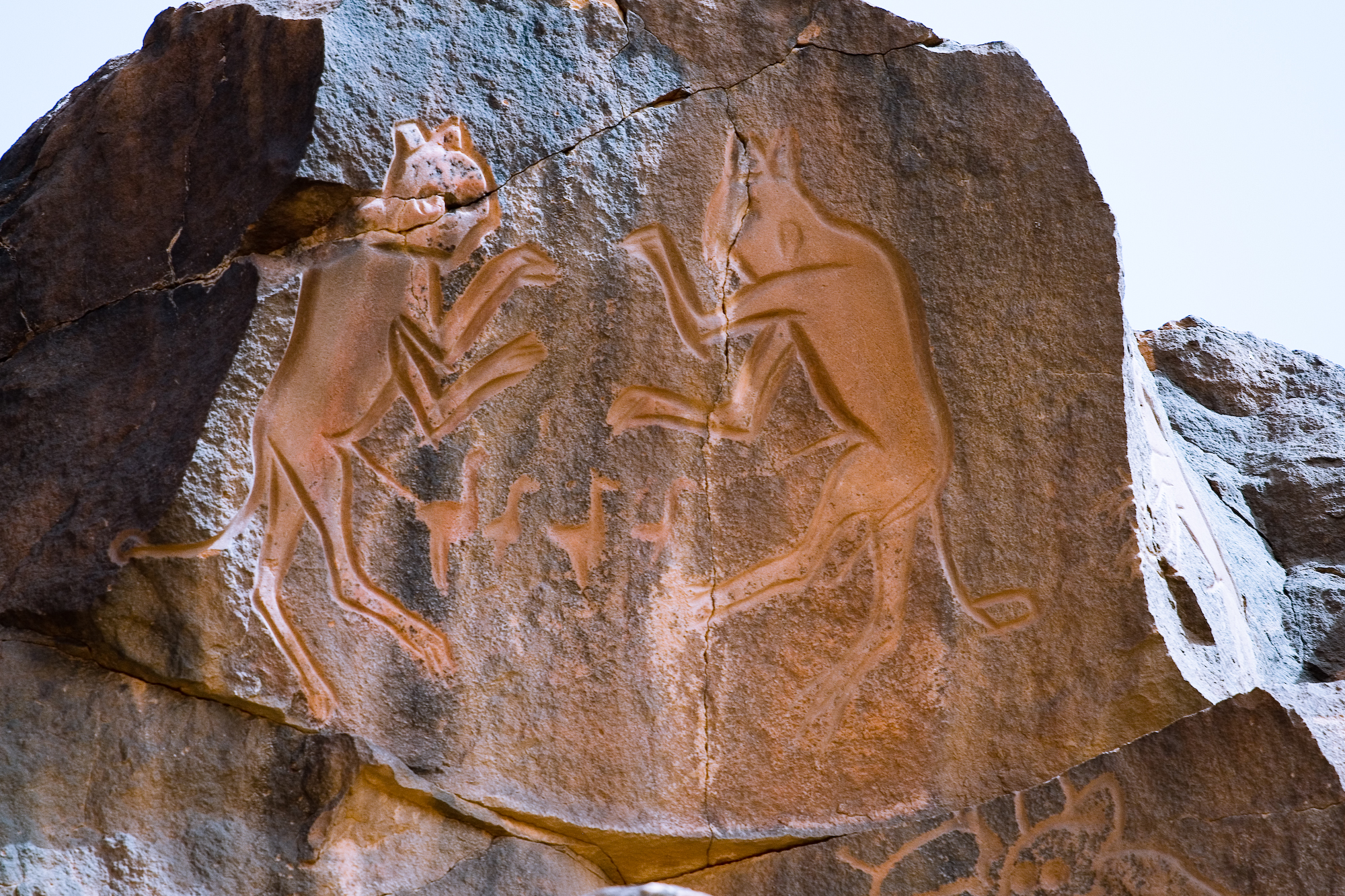
Incisió rupestre anomenada Meercatze per l'arqueòleg Leo Frobenius, lleones rampants a Wadi Methkandoush, Líbia

Un petròglif és una imatge creada mitjançant la retirada de part de la superfície d'una roca per incisions, talla, escultura i abrasió. Poden estar relacionats amb cultures prehistòriques o amb altres estils i moviments artístics de qualsevol altra època des d'aleshores.
Són força habituals en certs edificis. Per exemple, a l'església de Burg a Farrera, que hom pensa que deu ser de prop del segle x, hi ha un petròglif a la façana de ponent per a indicar que va ser refeta en el segle xviii.
Se'n troben arreu del món. Han estat trobats en tots els continents excepte a l'Antàrtida. A Europa, han estat trobats a Noruega, Suècia, Irlanda, Gran Bretanya, Portugal, estat espanyol (Galícia, Canàries i País Valencià), Itàlia i França.

## Etimologia
La paraula ve dels mots grecs petros ('pedra') i glyphein ('tallar').

## Primers petròglifs
Els petròglifs més antics daten del Paleolític superior i del Neolític. Posteriorment, fa uns 8.000 anys, van començar a aparèixer altres sistemes d'escriptura, com la pictografia i els ideogrames, però els petròglifs van continuar sent molt comuns i algunes societats van continuar usant-los durant mil·lennis, fins i tot fins al seu contacte amb la cultura occidental del segle xx.

## Al nord del País Valencià
S'han trobat petròglifs a la Cova del Morral o la Serradassa (o inclús «la Serradeta»), a Vistabella del Maestrat (Alt Millars), junt amb altres mostres d'art rupestre. En aquest cas moltes de les inscultures són fulliformes i s'hi pot trobar una representació de la constel·lació del LLeó. A la mateixa zona es van trobar nous petròglifs a la Cova del Rebollar o de la Beltrana.
També s'han descobert gravats amb forma de fulla a la partida del Corral Blanc del terme municipal de la Pobla Tornesa (Plana Alta) i a Torre de Felip al terme de Llucena (Alcalatén), i set petjades de cavall treballades junt al castell de Vilafamés (Plana Alta).
Al Baix Aragó i a les comarques castellonenques s'han localitzat nombrosos petròglifs ramiformes amb la finalitat de destil·lar oli de ginebre, per a usar-lo com a remei natural.
Es mereixen una menció a part els signes o marques de Federo, també conegudes com «señoritas» a Terol, que suposen una sèrie de petròglifs amb formes similars que es poden trobar al nord del País Valencià i al sud-est d'Aragó. Les més antigues poden datar-se al voltant del segle XIX, però es desconeix el significat i l'autoria.